# 多嚢胞性卵巣症候群
多嚢胞性卵巣症候群（たのうほうせいらんそうしょうこうぐん、英語: polycystic ovary syndrome：PCOS）とは、女性の排卵が阻害されて卵巣内に多数の卵胞がたまり、月経異常や不妊を生じた病態。

## 病態

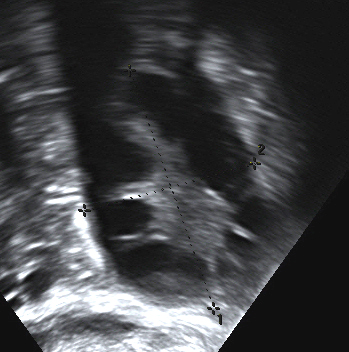
多嚢胞性卵巣の超音波像（ネックレス・サイン）

卵巣の表面が肥厚し排卵が行われず、滞留した卵胞によって卵巣が多嚢胞化している。エコー画像で見ると、卵巣の表面に沿って粒がぐるりと数珠つなぎになっている様子から、「ネックレス・サイン」と呼ばれる。
明確な原因は解明されていない。
稀なケースとして多嚢胞性卵巣症候群 (PCOS: polycystic ovarian syndrome) においてテストステロン値の上昇がみられることがある。場合によってはホルモンバランスが崩れることにより、声が低くなり、髭が生えてくるなど、患者の容姿が男性化するため、奇異の目に晒される事がある。いじめや差別に発展することもある。

## 診断
日本産科婦人科学会の診断基準では、以下を満たすものとされる。
- 月経異常がある
- 多嚢胞性卵巣のエコー所見
- 血中男性ホルモンが高値、または、LHが高値かつFSHが正常

なお、卵巣内に複数に卵胞が観察される状態は正常な排卵が行われている女性でもしばしば見られ、月経異常やホルモン異常を伴っていない単なる卵巣の多嚢胞所見であれば、疾患とは扱わない。

## 臨床像
肥満
この症候群による内分泌の狂いが肥満化に働く場合がある。肥満とともに状態が悪化するので、食事療法が最も有効である。
男性化
多毛、にきび、低音声、陰核肥大など。
月経異常
排卵が生じないため基礎体温が1相性の月経異常を呈する
不妊
排卵が生じないことによる

## 治療
- 適正な体重、体脂肪率への減量
- 糖尿病治療用のインスリン抵抗性改善薬「メトホルミン」の投与

必ずしも抗インスリン性自体が見られない場合でも、症状が改善するケースがある。
- ピルやカウフマン療法などホルモン剤を用いた月経の周期療法

多毛などの男性化症状の改善にも有効。
妊娠を希望する場合の不妊治療
- クロミフェン投与やhMG-hCG療法による排卵誘発

hMG-hCG療法では、卵巣内の卵胞が一気に成長して卵巣が腫大する卵巣過剰刺激症候群(OHSS)を起こす可能性もあり、注意が必要。
- 腹腔鏡下卵巣焼灼術

腹腔鏡を用い、レーザーや電気メスで卵巣に数箇所穴を開けて排卵しやすくする。傷の自然治癒力により徐々に穴が塞がってくるので、効果の持続期間は半年～１年ほど。
以前は開腹手術で卵巣に切れ目を入れる「卵巣楔状切除術」が行われていたが、効果期間が限定的なわりに身体負担が大きく、癒着による新たな不妊要因の懸念もあったため、あまり行われなくなっていった。しかし、腹腔鏡手術（通称「ラパロ」）の発達により腹部への小さな穴で癒着も少なく実施できるよう改善され、再び見直された。
- 体外受精、未熟卵子体外培養体外受精法（IVM-IVF）

## イノシトールの有効性
少なくとも、ミオイノシトールとカイロ-イノシトールは、二重盲検法による小規模な臨床に於いて、多嚢胞性卵巣症候群の改善に効果を見出している。イノシトールは、インスリン代謝のセカンドメッセンジャーとして機能する天然の物質で、現在までに副作用は報告されていない。